# Anaxipha concolor
Anaxipha concolor är en insektsart som först beskrevs av Lucien Chopard 1917.  Anaxipha concolor ingår i släktet Anaxipha och familjen syrsor. Inga underarter finns listade i Catalogue of Life.